# 卫礼贤
理查德·威廉（德語：Richard Wilhelm，1873年5月10日—1930年3月2日），汉名卫希圣，字礼贤，故亦作卫礼贤，生於德国斯图加特，为基督教同善会传教士，著名汉学家。他曾将多本经典的中文古籍译为德文，其译文又被他人转译成英文，进而流传至整个西方世界。卫礼贤所翻译的的《易经》，至今仍被认为是最好的译本之一。
其子卫德明也是著名汉学家。

## 生平
1899年，衛禮賢來到德屬膠澳青島傳教。他對於道教與儒教有很深的興趣，結識勞乃宣後，從他身上學到易經及一些全真教典籍。1901年10月，由德國、瑞士同善會出資，衛禮賢創辦了禮賢書院，並以其名命名。由於辦學有功，1906年被清廷封為道臺。
第一次世界大戰結束後，衛禮賢全家被迫返回德國本部，任教於法蘭克福大學，成為首席漢學家。
著名的心理學家卡尔·荣格與衛禮賢非常友好，也逐漸熟悉起他翻譯的中國古籍。
衛禮賢於1929年翻譯了《太乙金華宗旨》及《慧命經》譯為德文《金花的秘密》:〈道教內丹學引論〉，更啟發了榮格集體潛意識的理論，榮格還為金花的秘密作序。榮格依此治療了沃尔夫冈·泡利，泡利是1945年諾貝爾物理學獎得主。榮格出版了《心理學和煉金術》，書中談到400多個夢的詳細分析，大部份是榮格對包立（ 即 ？泡利？ ）的解析。
1930年，衛禮賢於德國蒂賓根逝世。

## 著作
衛禮賢翻譯了多本中國古籍，
- 論語（1910）
- 老子（1911）
- 列子：太虛真經（1911）
- 莊子：南華真經（1912）
- 孟子（1914）
- 中國的民間童話（1914）
- 大學（1920）
- 易經（1924）
- 太乙金華宗旨（金花的秘密,1929）

## 延伸閱讀
- Hentze, Carl. . Artibus Asiae. 1930, 3 (4): 232–5 （法语）.
- （法文） Pelliot, Paul. . T'oung Pao. 1930, 27 (2/3): 237–9.
- Lackner, Michael. "Richard Wilhelm, a 'Sinicized' German Translator." (（页面存档备份，存于）) In: Alleton, Vivianne and Michael Lackner (editors). De l'un au multiple: traductions du chinois vers les langues européennes Translations from Chinese into European Languages. Éditions de la maison des sciences de l'homme (Les Editions de la MSH, Fondation Maison des sciences de l'homme（法语：Fondation Maison des sciences de l'homme）), 1999, Paris. p. 86-97. ISBN 273510768X, 9782735107681.

## 外部連結
- 卫礼贤（德国国家图书馆目录）
- Das Buch der Wandlungen （页面存档备份，存于）, German translation
- Laotse - Tao Te King （页面存档备份，存于）, German translation
- Richard Wilhelm的作品  - 古騰堡計劃
- 互联网档案馆中卫礼贤的作品或与之相关的作品
- 來自卫礼贤的LibriVox公共領域有聲讀物
- 卫礼贤和他向往的地方——中国 （页面存档备份，存于） 歌德学院（中国）